# Kadyks
Kadyks (hiszp. Cádiz [ˈkaðiθ], fen. גדר = Gadir, łac. Gades, arab. ‏قادس‎ = Qādis) – miasto w południowo-zachodniej Hiszpanii, w regionie Andaluzja, stolica prowincji Kadyks. Położone na półwyspie oddzielającym odnogę Zatoki Kadyksu od Oceanu Atlantyckiego. Zamieszkuje je 116 072 osób (2019). Według danych hiszpańskiego Ministerstwa Rozwoju tzw. Wielki Zespół Miejski Zatoki Kadyksu (hiszp. Grande Área Urbana) ma 642 504 mieszkańców na powierzchni 1792 km², w latach 2001–2011 nastąpił wzrost ludności o 64 748 osób, co stanowi wzrost o 11,2%. Miasto jest trzecim co do wielkości w prowincji, po Jerez de la Frontera i Algeciras.
Miasto portowe i handlowe, stocznia, przemysł metalowy i spożywczy. Szkoły wyższe, muzea, znany ośrodek turystyczny.
Najstarsze miasto w Hiszpanii. Mieszkańcy Kadyksu nazywani są gaditano.
W mieście znajduje się stacja kolejowa Cádiz, z której odjeżdżają pociągi aglomeracyjne (Cercanías), regionalne (Media Distancia) i dalekobieżne (Alvia).

## Historia
- około 1100 p.n.e.[4] założony przez Fenicjan (Gadir – najstarsze miasto w tej części Europy). Okoliczna kraina nazywana była Tartessos, stąd starożytny Kadyks bywa utożsamiany z biblijnym Tarszisz.
- od ok. 500 p.n.e. pod władzą Kartaginy (I wojna punicka).
- 206 p.n.e. zdobyty przez Rzymian (Gades), ośrodek handlu morskiego, okres rozkwitu gospodarczego. W 49 r. p.n.e. w Kadyksie mieszkało ponad 5000 członków klasy wyższej, przez co miasto mogło równać się jedynie z Patavium (Padwą) i Rzymem.
- V w. zniszczony przez Wizygotów.
- od 711 pod panowaniem Maurów. Do jego nazwy (Qādis – idol) dopisano legendę o potężnej figurze pod miastem, która swojego czasu magicznie zablokowała cieśninę Gibraltaru, w związku z czym należało ją zniszczyć (1145 r.).
- od 1262 w rękach władców Kastylii (miasto zdobył Alfons X Mądry).
- Wielki renesans miasto przeżywało w epoce odkryć geograficznych. Kolumb zaczynał w Kadyksie swoją 2 i 4 wyprawę. Miasto stało się portem obsługującym ruch z Nowym Światem, a przez to również głównym celem wrogów Kastylii.
- w 1587 angielski korsarz Francis Drake zniszczył hiszpańską flotę stacjonującą w Kadyksie. W historii Anglii wydarzenie to nazwano The Singeing of the King of Spain's Beard (Osmalenie brody hiszpańskiego króla).
- w 1596 złupiony przez Anglików pod wodzą hrabiego Essex.
- w 1702 najazd floty angielskiej i holenderskiej.
- od 1717 główna baza żeglugi, przejęcie monopolu od Sewilli na handel z koloniami w Ameryce.
- w 1797 atakowany przez flotę Nelsona, która odniosła zwycięstwo nad flotą hiszpańską koło przylądka São Vicente.
- w 1805 pod Trafalgarem Nelson rozbił flotę francusko-hiszpańską.
- w latach 1810–1811 oblegany przez wojska napoleońskie.
- w latach 1810–1813 siedziba rządu centralnego, powołanie Kortezów, w 1812 uchwalenie pierwszej hiszpańskiej konstytucji (obowiązującej w latach 1820-1823)
- w 1820 wybuch powstania ludowego.
- w czasie wojny domowej 1936–1939 w rękach frankistów.

## Geografia
Kadyks leży na wyspie oddzielonej od lądu wąskim kanałem Caño de Sancti Petri. Historyczne miasto Kadyks zlokalizowane było na niewielkim archipelagu, jednak regulacja wód doprowadziła do połączenia wysepek w jedną. Na południu, zachodzie i północy wyspę obmywają wody Oceanu Atlantyckiego, od wschodu - Zatoki Kadyksu. Z tego powodu miasto słynie z doskonałych plaż (od strony oceanu, ponieważ od strony zatoki znajduje się port). Sewilla, stolica Andaluzji, oddalona jest o 122 km.

## Klimat
Kadyks leży w strefie klimatu podzwrotnikowego, w klasyfikacji Köppena oznaczanego jako klimat śródziemnomorski Csa. W 2007 r., wraz z Grenadą, był czwartym najbardziej nasłonecznionym miastem Hiszpanii z 3016 godzinami słońca w skali roku.
| Miesiąc | Sty  | Lut  | Mar  | Kwi  | Maj  | Cze  | Lip  | Sie  | Wrz  | Paź  | Lis  | Gru  | Roczna |
| --- | ---- | ---- | ---- | ---- | ---- | ---- | ---- | ---- | ---- | ---- | ---- | ---- | ------ |
| Średnie temperatury w dzień [°C]                                                                                             | 16,0 | 16,8 | 18,8 | 19,9 | 22,1 | 25,3 | 27,7 | 27,9 | 26,3 | 23,4 | 19,6 | 16,9 | 21,6   |
| Średnie dobowe temperatury [°C]                                                                                              | 12,7 | 13,8 | 15,5 | 16,8 | 19,1 | 22,4 | 24,6 | 25,0 | 23,3 | 20,3 | 16,5 | 13,9 | 18,6   |
| Średnie temperatury w nocy [°C]                                                                                              | 9,4  | 10,7 | 12,3 | 13,7 | 16,2 | 19,5 | 21,4 | 22,0 | 20,3 | 17,3 | 13,4 | 10,9 | 15,4   |
| Opady [mm] | 69   | 58   | 35   | 45   | 27   | 7    | 0    | 2    | 24   | 67   | 98   | 92   | 523    |
| Średnia liczba dni z opadami                                                                                                 | 6,9  | 6,4  | 4,8  | 5,6  | 3,2  | 0,9  | 0,1  | 0,2  | 2,5  | 5,6  | 7,2  | 8,1  | 50,7   |
| Wilgotność [%] | 75   | 74   | 71   | 69   | 70   | 69   | 68   | 70   | 71   | 74   | 74   | 76   | 72     |
| Średnie usłonecznienie [h]                                                                                                   | 184  | 197  | 228  | 255  | 307  | 331  | 354  | 334  | 252  | 228  | 187  | 166  | 3023   |
| Źródło: Agencia Estatal de Meteorología (liczba dni z opadami dla wartości 1 mm), wysokość 2 m n.p.m., nad morzem, 1981-2010 |      |      |      |      |      |      |      |      |      |      |      |      |        |

| Sty  | Lut  | Mar  | Kwi  | Maj  | Cze  | Lip  | Sie  | Wrz  | Paź  | Lis  | Gru  | Rok  |
| ---- | ---- | ---- | ---- | ---- | ---- | ---- | ---- | ---- | ---- | ---- | ---- | ---- |
| 16,6 | 16,0 | 15,9 | 17,2 | 18,6 | 21,1 | 22,8 | 23,2 | 21,9 | 21,0 | 19,1 | 17,4 | 19,2 |

## Zabytki

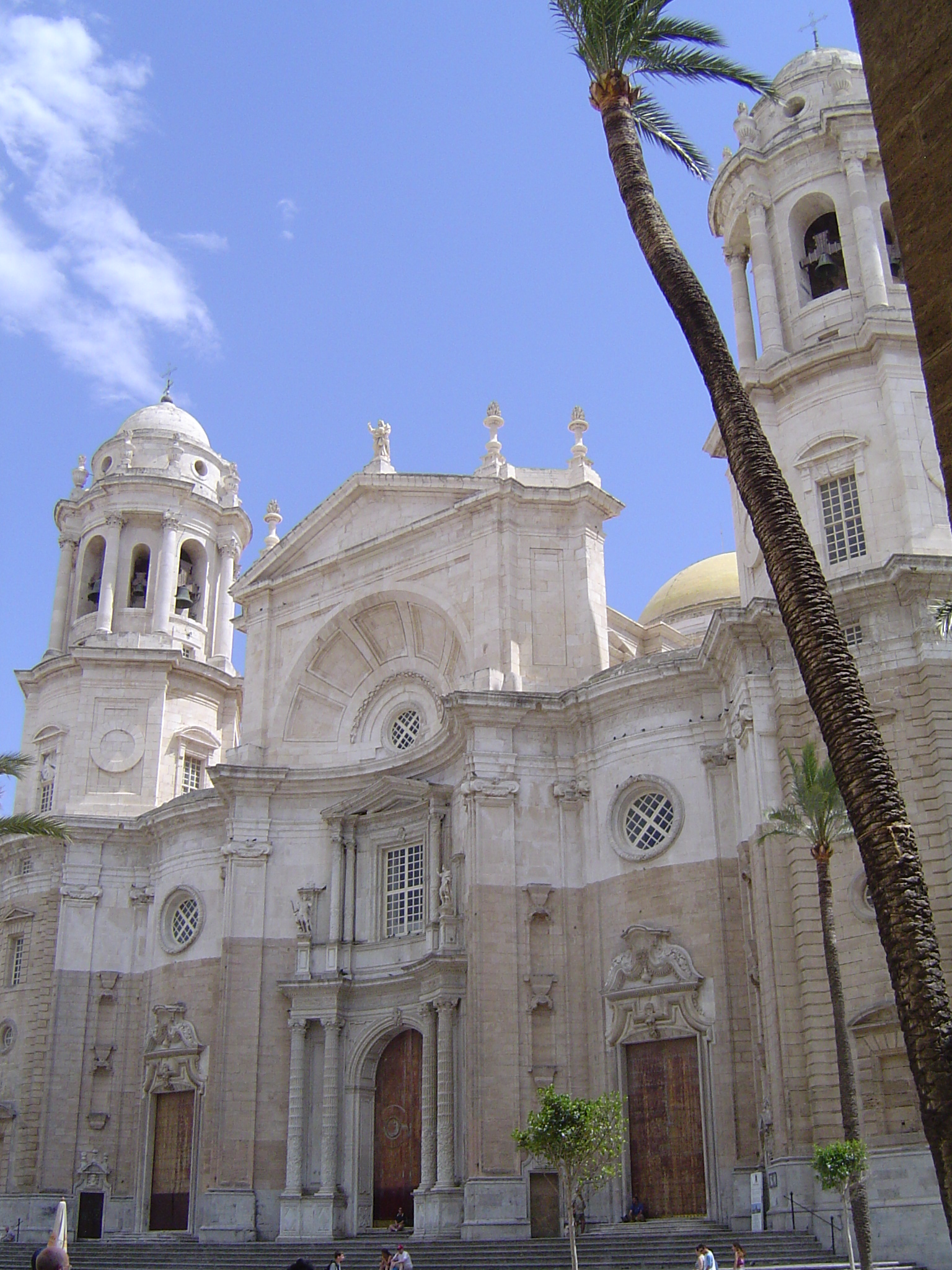
Katedra (Catedral Nueva) w Kadyksie

Kadyks znany jest jako najstarsze miasto Europy Zachodniej o historii sięgające 3100 lat wstecz. Zabudowa miejska jest jednak stosunkowo nowa (głównie XVIII w.), z powodu zniszczenia miasta w 1596 r. przez oddziały angielskie hr. Essexa.
- Dawna katedra, dziś kościół Krzyża Świętego (Catedral Vieja/Iglesia de Santa Cruz/Iglesia Parroquial del Sagrario y Contaduría Eclesiástica). Wzniesiona w 1262-63 r., przebudowana w XVIII w.
- Katedra, Catedral Nueva, z XVIII–XIX w., z grobem Manuela de Falli oraz muzeum z cennymi monstrancjami (m.in.  4-metrową Custodia de Millón autorstwa Antonia Suáreza). Budowa katedry została rozpoczęta na podstawie projektu Vicenta Acera, ze względów  finansowych zakończona dopiero w 1853 roku – z tego względu w budowli mieszają się elementy barokowe z neoklasycystycznymi. Wnętrze podzielone potężnymi kolumnami korynckimi na trzy nawy, transept i kaplice boczne. Chór w nawie głównej wykonany z drewna mahoniowego przez Augustina de Perei w 1697 pochodzi z Cartuja de las Cuevas w Sewilli. Kryptę, położoną pod poziomem oceanu, cechuje niezwykła akustyka.
- Kościół Oratorio de San Felipe Neri zbudowany w latach 1679–1719, gdzie w latach 1811–1812 obradowały Kortezy. Owocem tych obrad była pierwsza liberalna konstytucja Europy uchwalona 19 marca 1812, unieważniona w 1823 roku przez Ferdynanda VII. Wewnątrz kościoła znajduje się obraz Niepokalana poczęcie (Inmaculada) pędzla Murilla. Obok kościoła znajduje się muzeum miejskie (Museo Municipial) w których zbiorach znajduje się m.in. model miasta Kadyks powstały pomiędzy 1777 a 1779 zawierający pierwotny projekt kościoła.
- Kościół Oratorio de la Santa Cueva zbudowany w XVIII wieku na podstawie projektu Torcuato Cayóna przez Torcuato Benjumedę. Wewnątrz znajdują się trzy freski namalowane w latach 1796–1797 przez Francisco Goyę – Ostatnia wieczerza, Cudowne rozmnożenie chleba i ryb i Przypowieść o gościu bez szat weselnych.
- Kościoły: Santiago, Santa Catalina z XVII w. z ostatnim dziełem Murilla.
- szpital Nuestra Senora del Carmen z XVIII wieku.
- Mury obronne z XVII w. z bramą Puerta de Tierra, ozdobioną herbem Kastylii. Po bokach bramy, na wysokich kolumnach, umieszczone są figury patronów miasta św. Serwandusa i św. Germanusa
- Muzeum miejskie Museo de Cadiz położone przy Plaza de Mina. Na parterze ekspozycja ukazująca historię miasta, na wyższych piętrach galeria malarstwa z dziełami m.in. Rubensa, Murilla i Zurbarána.
- Muzeum, w dawnym klasztorze franciszkanów, ze zbiorami archeologicznymi z czasów fenickich i rzymskich oraz najważniejszą po Sewilli galerią malarstwa.
- Castillo de Santa Catalina – XVII-wieczny kompleks forteczny, dawne więzienie wojskowe; pełni funkcje wystawowe i koncertowe.

## Sport
Działa tutaj klub piłki nożnej, Cádiz CF, grający w lidze Primera División, będącej pierwszym poziomem ligowych rozgrywek piłkarskich w Hiszpanii.

## Miasta partnerskie
- Hawana, Kuba
- Brest, Francja
- Buenos Aires, Argentyna
- A Coruña, Hiszpania
- Tanger, Maroko
- Baltimore, Stany Zjednoczone
- Rochester, Stany Zjednoczone
- Cartagena, Kolumbia
- Ceuta, Hiszpania
- Huelva, Hiszpania
- Rochester, Wielka Brytania
- Montevideo, Urugwaj
- Móstoles, Hiszpania
- Las Palmas, Hiszpania
- San Juan, Portoryko
- Santa Cruz de Tenerife, Hiszpania
- Torrevieja, Hiszpania
- Ad-Dachla, Sahara Zachodnia